# Fokino (kraï du Primorié)
Pour les articles homonymes, voir Fokino.
Fokino (en russe : Фокино) est une ville fermée du kraï du Primorié, dans l'Extrême-Orient russe. Sa population s'élevait à 22 454 habitants en 2022.

## Géographie
Elle est située sur la côte du golfe de Pierre-le-Grand, entre Vladivostok et Nakhodka, à 43 km au sud-est de Vladivostok.

## Histoire
Fokino est une ville fermée car une base de la flotte russe du Pacifique s'y trouve. Son nom de code est Shkotovo-17. Les étrangers doivent avoir un permis spécial pour se rendre dans la ville. Toutefois, les îles de Poutiatine et Askold, qui dépendent administrativement de la ville, sont ouvertes aux touristes. Malgré l'absence de liaisons régulières avec le continent, ils sont environ deux mille à visiter Poutiatine chaque année, attirés par la flore et la faune uniques des eaux qui entourent l'île et par ses paysages sous-marins. Environ 2 400 personnes habitent l'île Poutiatine. Leur principale activité est la capture et la transformation des produits de la mer, l'élevage de visons et de cerfs tachetés.

## Population
Recensements (*) ou estimations de la population:
| 1959* | 1970*  | 1979*  | 1989* |
| ----- | ------ | ------ | ----- |
| 8 514 | 13 550 | 15 210 | ?     |

| 2002*  | 2010*  | 2012   | 2013   |
| ------ | ------ | ------ | ------ |
| 26 457 | 23 696 | 23 443 | 23 306 |

| 2022   | - | - | - |
| ------ | - | - | - |
| 22 454 | - | - | - |

## Transports
La ville est desservie par la route régionale 05A-608 qui relie Nakhodka à Artiom et la route fédérale A370. Cette dernière route, l'A370, mène elle soit à Vladivostok soit à Khabarovsk. 